# Cyrille Aufort
Pour les articles homonymes, voir Aufort.
Cyrille Aufort est un compositeur français de musique de films, né en 1974 à Paris.

## Filmographie

### Cinéma

#### Longs métrages
- 2006 : 9A de Reza Rezai
- 2006 : Hell de Bruno Chiche
- 2007 : Seuls Two d'Éric et Ramzy
- 2009 : Splice de Vincenzo Natali
- 2010 : L'Âge de raison de Yann Samuell
- 2012 : Royal Affair de Nikolaj Arcel (cocompositeur avec Gabriel Yared)
- 2012 : Astérix et Obélix : Au service de Sa Majesté de Laurent Tirard (Musicale avec Klaus Badelt
- 2012 : Ombline de Stéphane Cazes
- 2015 : Un homme idéal de Yann Gozlan
- 2016 : Past Life de Avi Nesher
- 2017 : Knock de Lorraine Lévy
- 2018 : The Other Story de Avi Nesher
- 2019 : La Vérité si je mens ! Les débuts de Michel Munz et Gérard Bitton

#### Documentaires
- 2002 : L'Empire du milieu du Sud d'Éric Deroo et Jacques Perrin
- 2015 : La Glace et le Ciel de Luc Jacquet
- 2017 : L'Empereur de Luc Jacquet
- 2018 : Népal, par-delà les nuages de Éric Valli
- 2019 : Le Loup d'Or de Balolé de Aïcha Chloé Boro
- 2023 : Voyage au pôle Sud, de Luc Jacquet

#### Courts métrages
- 2003 : Le Monde de Raoul de Fabien Montagner
- 2005 : La Tête dans les étoiles de Sylvain Vincendeaut
- 2011 : Le Passage de Fabien Montagner
- 2012 : Cold Warrior d'Emily Greenwood
- 2013 : Douce nuit de Stéphane Bouquet
- 2018 : The Friend de Fabien Montagner
- 2019 : Permission de Martin Razy

### Télévision

#### Séries télévisées
- 2018 : Nox de Mabrouk El Mechri
- 2022 : Et la montagne fleurira d'Eléonore Faucher

#### Téléfilms
- 2008 : La Maison Tellier d'Élisabeth Rappeneau
- 2009 : Cet été-là d'Élisabeth Rappeneau
- 2013 : Je vous présente ma femme d'Élisabeth Rappeneau
- 2018 : Ma mère, le crabe et moi de Yann Samuell
- 2019 : Jamais sans toi, Louna de Yann Samuell
- 2019 : La Maladroite d'Éléonore Faucher
- 2023 : Clemenceau, la force d'aimer de Lorraine Lévy